# Jung So-min
Jung So-min (kor. 정소민), właśc. Kim Yoon-ji (kor. 김윤지, ur. 16 marca 1989 w Seulu) – południowokoreańska aktorka. 
Zadebiutowała rolą drugoplanową w serialu telewizyjnym Bad Guy (2010). Zyskała popularność dzięki rolom w serialach telewizyjnych Playful Kiss (2010), koreańskiej adaptacji popularnej mangi Itazura na Kiss, My Father Is Strange (2017), Because This Is My First Life (2017), The Smile Has Left Your Eyes (2018), Alchemia dusz (2022) i Miłość po sąsiedzku (2024), a także w filmach Twenty (2015) i Love Reset (2023).

## Życiorys i kariera

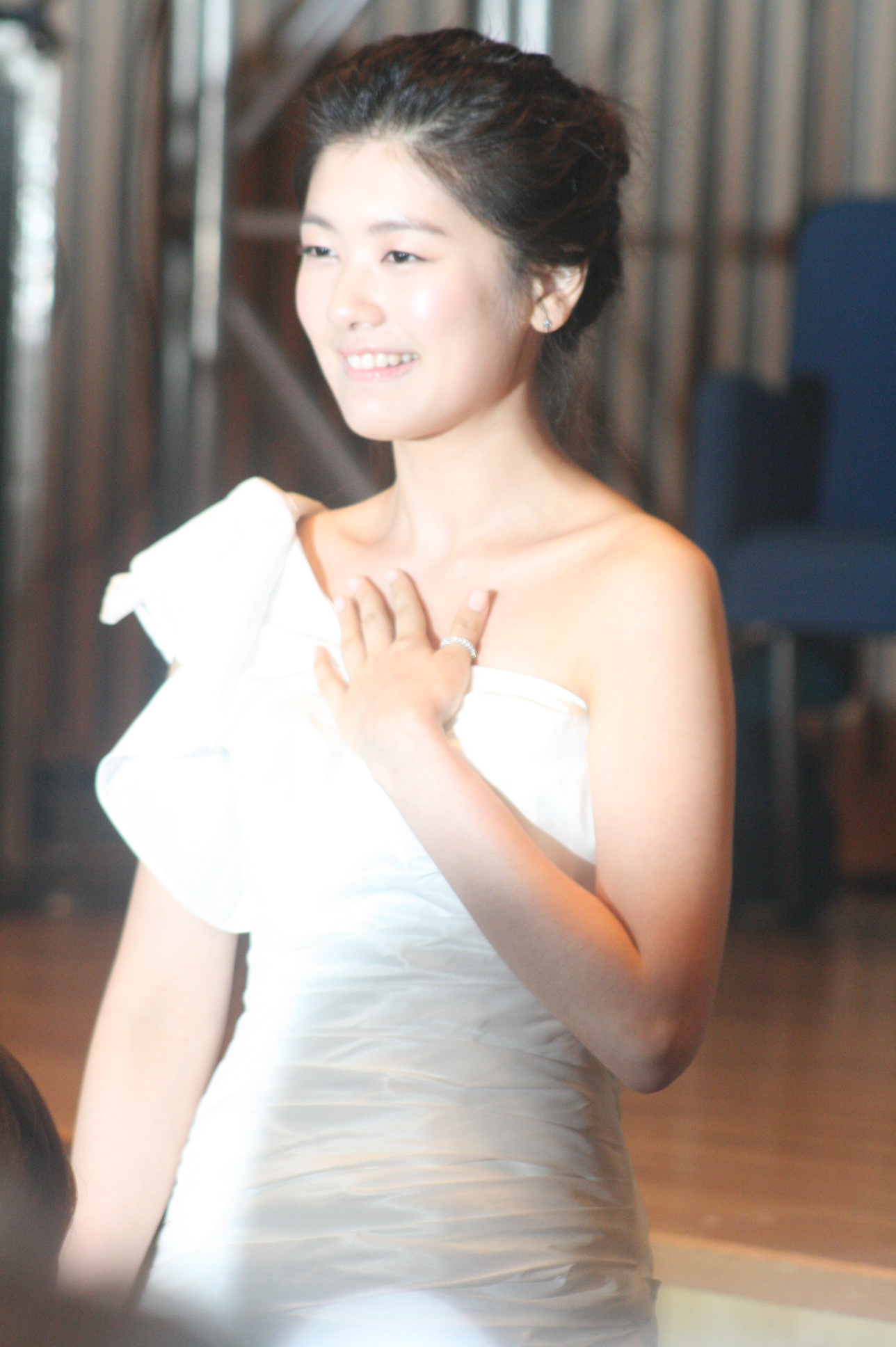
Jung So-min na konferencji prasowej Bad Guy

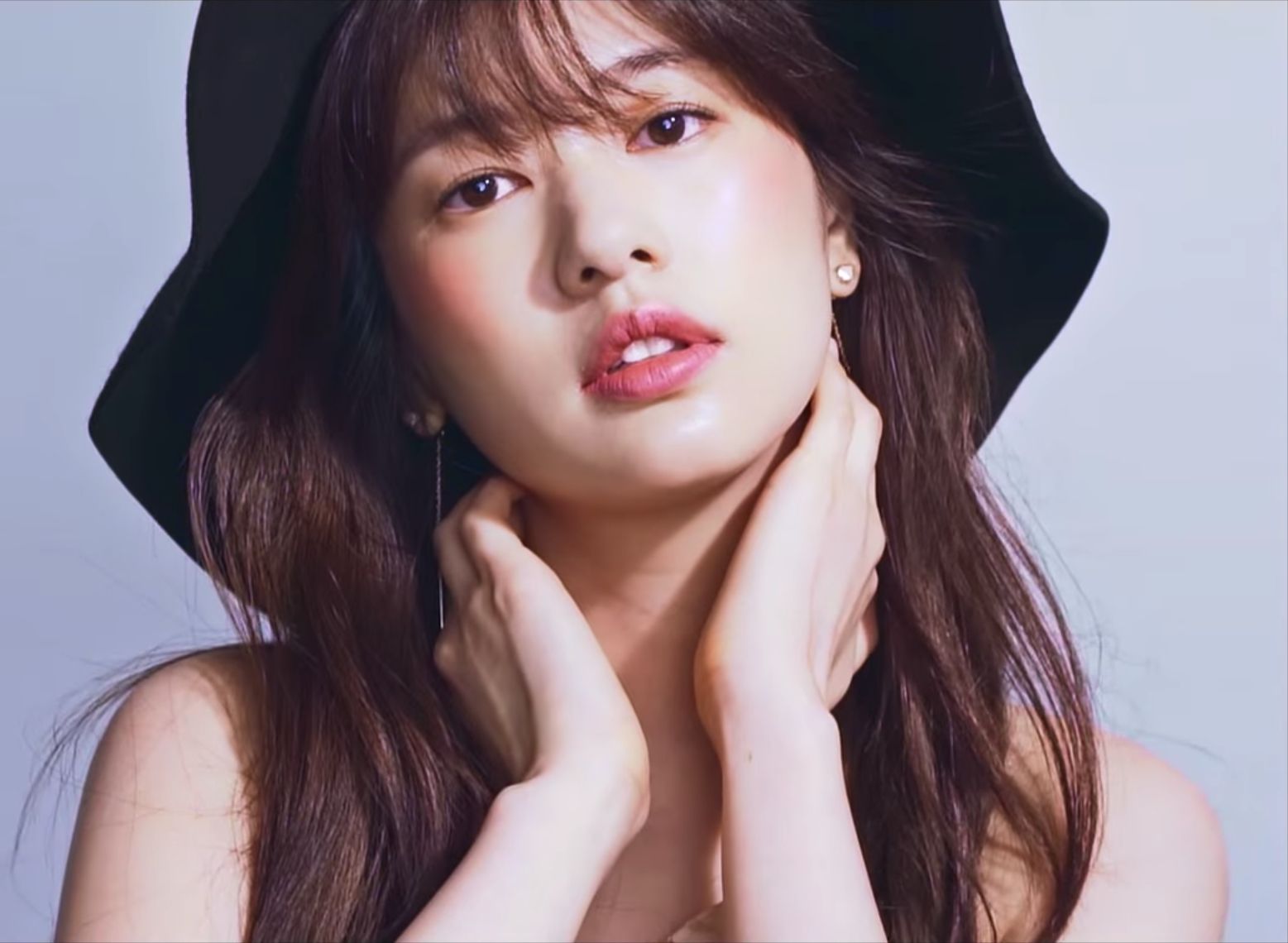
Jung So-min dla Marie Claire Korea (2016)

Jung So-min po raz pierwszy zwróciła uwagę widzów, debiutując aktorsko w 2010 roku rolą drugoplanową w serialu telewizyjnym Bad Guy. To doprowadziło do jej pierwszej głównej roli w kolejnym projekcie, Playful Kiss, koreańskiej adaptacji popularnej mangi Itazura na Kiss. Chociaż romantyczna komedia otrzymała niskie oceny oglądalności w Korei, zyskała popularność za granicą, co przyczyniło się do dalszego wzrostu jej rozpoznawalności.
W 2011 roku zrobiła krótką przerwę, aby skupić się na studiach na Korea National University of Arts. W 2012 roku powróciła na mały ekran jako część obsady sitcomu Standby. Później w tym samym roku zagrała bardziej dojrzałą rolę u boku Sung Joona w kablowym serialu Can We Get Married?.
Jung So-min opuściła swoją agencję Bloom Entertainment w 2013 roku i dołączyła do SM Culture & Contents. Następnie wystąpiła w Came to Me and Became a Star, jednoodcinkowym dramacie specjalnym.
W 2014 roku Jung So-min zagrała egocentryczną dziedziczkę, która zakochuje się w głównym bohaterze (granym przez Kang Ji-hwana) w Big Man. W 2015 roku wystąpiła w roli drugoplanowej w filmie o dojrzewaniu Twenty oraz w rolach głównych w horrorze romantycznym Alice: Boy from Wonderland i w medycznym dramacie katastroficznym D-Day.
W 2016 roku Jung So-min zagrała w The Red Teacher. Następnie została obsadzona w głównej roli w The Sound of Your Heart u boku Lee Kwang-soo, która miała premierę w grudniu tego samego roku. Internetowy dramat odniósł sukces w Chinach i osiągnął ponad 100 milionów wyświetleń na platformie Sohu.
W 2017 roku Jung So-min została obsadzona w weekendowym rodzinnym dramacie KBS My Father is Strange. Zagrała również w komedii Daddy You, Daughter Me o zamianie ciał, występując u boku Yoon Je-moona. W czerwcu opuściła SM Culture & Contents i podpisała kontrakt z nową agencją, Jellyfish Entertainment. W sierpniu potwierdziła swój udział w komedii romantycznej tvN Because This Is My First Life u boku Lee Min-ki. Wraz z dramą wydała także utwór z ścieżki dźwiękowej zatytułowany „Because You Are Beside Me”.
W 2018 roku Jung So-min została wybrana do głównej roli w dramie The Smile Has Left Your Eyes, będącej adaptacją japońskiego serialu telewizyjnego z 2002 roku Sora Kara Furu Ichioku no Hoshi. Wraz z Seo In-gukiem, swoim partnerem z planu, nagrała także utwór z ścieżki dźwiękowej zatytułowany „Star”. W tym samym roku została obsadzona w historycznej komedii Homme Fatale. 2018 rok zakończyła prowadząc swoją pierwszą audycję radiową Jung So Min's Young Street na antenie SBS Power FM, spełniając tym samym swoje marzenie o byciu DJ-em radiowym.
Jung So-min opuściła Jellyfish Entertainment w sierpniu 2019 roku i podpisała kontrakt z kolejną agencją, Blossom Entertainment. Następnie dołączyła do programu rozrywkowego Little Forest, który został zaprojektowany jako projekt rozwoju domowego ogrodu dla dzieci. W grudniu zrezygnowała z roli DJ-a w audycji Jung So Min's Young Street.
W 2020 roku Jung So-min zagrała w dramacie medycznym Soul Mechanic u boku Shin Ha-kyuna, gdzie wcieliła się w rolę młodej gwiazdy muzycznej z poważnymi problemami z kontrolowaniem gniewu.
W 2021 roku Jung So-min pojawiła się w epizodzie w fantastyczno-romantycznej komedii My Roommate Is a Gumiho, wcielając się w kobietę, którą w przeszłości kochał główny bohater Jang Ki-yong. W tym samym roku wystąpiła także w romantycznym dramacie telewizyjnym Monthly Magazine Home, gdzie u boku Kim Ji-seoka zagrała redaktorkę magazynu o tematyce lifestyle'owej Monthly House.
W 2022 roku powróciła na mały ekran w okresowym dramacie fantasy Alchemia dusz emitowanym przez tvN, gdzie zagrała utalentowaną zabójczynię, której dusza jest uwięziona w ciele służącej, u boku Lee Jae-wooka. W sierpniu tego samego roku podpisała kontrakt z TH Company. We wrześniu powróciła na duży ekran po trzech latach nieobecności z filmem science fiction Project Wolf Hunting. W 2023 roku podpisała kontrakt z Ieum Hashtag.

## Filmografia

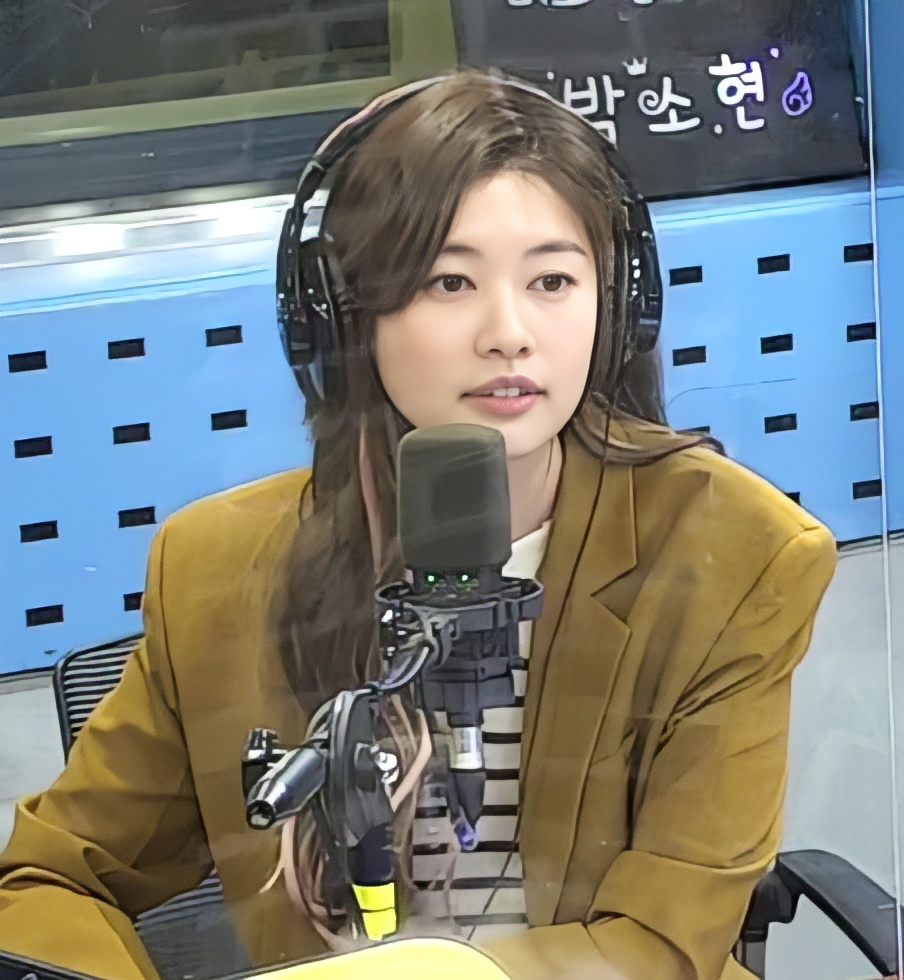
Jung So-min w SBS Power FM (2021)

### Filmy
| Rok  | Tytuł                      | Rola        | Uwagi           |
| ---- | -------------------------- | ----------- | --------------- |
| 2009 | Worst Friends              | Mang        | Krótkometrażowy |
| 2015 | Twenty                     | So-min      |                 |
| 2015 | Alice: Boy from Wonderland | Hye-jung    |                 |
| 2017 | Daddy You, Daughter Me     | Won Do-yeon |                 |
| 2018 | Golden Slumber             | Yoo-mi      | Cameo           |
| 2019 | Homme Fatale               | Hae-won     |                 |
| 2022 | Project Wolf Hunting       | Lee Da-yeon |                 |
| 2023 | Love Reset                 | Hong Na-ra  |                 |

### Seriale telewizyjne
| Rok  | Tytuł                           | Rola                          | Uwagi            |
| ---- | ------------------------------- | ----------------------------- | ---------------- |
| 2010 | Bad Guy                         | Hong Mo-ne                    |                  |
| 2010 | Playful Kiss                    | Oh Ha-ni                      |                  |
| 2012 | Standby                         | Jung So-min                   |                  |
| 2012 | Can We Get Married?             | Jung Hye-yoon                 |                  |
| 2013 | Came to Me and Became a Star    | Ha-jin                        |                  |
| 2014 | Miss Korea                      | Gas station attendant         | Cameo (Odc. 20)  |
| 2014 | Big Man                         | Kang Jin-ah                   |                  |
| 2015 | D-Day                           | Jung Ddol-mi                  |                  |
| 2016 | The Red Teacher                 | Jang Soon-deok                |                  |
| 2016 | The Sound of Your Heart         | Choi Sang-bong/Ae-bong        |                  |
| 2017 | My Father Is Strange            | Byun Mi-young                 |                  |
| 2017 | Because This Is My First Life   | Yoon Ji-ho                    |                  |
| 2018 | What's Wrong with Secretary Kim | Matka Mi-so (młoda)           | Cameo (Odc. 10)  |
| 2018 | The Smile Has Left Your Eyes    | Yoo Jin-kang                  |                  |
| 2019 | Abyss                           | Female Alien "Grim Reaper"    | Cameo (Odc. 1)   |
| 2019 | Be Melodramatic                 | Seon-joo                      | Cameo (Odc. 16)  |
| 2020 | Soul Mechanic                   | Han Woo-joo                   |                  |
| 2021 | My Roommate Is a Gumiho         | Shin Woo-yeo's first love     | Cameo (Odc. 5–7) |
| 2021 | Monthly Magazine Home           | Na Young-won                  |                  |
| 2022 | Alchemia dusz                   | Mu-deok / Jin Bu-yeon / Naksu | Część 1          |
| 2024 | Miłość po sąsiedzku             | Bae Seok-ryu                  |                  |

### Program telewizyjny
| Rok  | Tytuł         | Rola           |
| ---- | ------------- | -------------- |
| 2019 | Little Forest | Członek obsady |